# هاري إدواردز (سياسي)
هاري إدواردز (بالإنجليزية: Harry Edwards)‏ هو أكاديمي واقتصادي وسياسي أسترالي، ولد في 10 يناير 1927 في أستراليا، وتوفي في 26 يونيو 2012. حزبياً، نشط في الحزب الليبرالي الأسترالي. وقد انتخب عضو مجلس النواب الأسترالي عن دائرة برورة ‏ (2 ديسمبر 1972 – 8 فبراير 1993).